# Giuseppe Stama
Giuseppe Stama, detto Titti (Trino, 6 marzo 1964), è un ex cestista italiano.

## Carriera
Ha giocato in Serie A1 e A2 con Teramo.
Ha avuto una lunga carriera nelle serie minori. Ha vinto la classifica marcatori in Serie B d'Eccellenza e ha ottenuto alcune promozioni dalla Serie B. Infine, ha avuto l'opportunità di esordire in Serie A a quarant'anni. È così riuscito a segnare almeno un punto in tutti i campionati nazionali.
Nel 1988-89 è stato capocannoniere della Serie B d'Eccellenza con la maglia del Roseto, totalizzando una media di 20,7 punti.

## Statistiche
Dati aggiornati al 30 giugno 2009.
| Stagione        | Squadra                | Competizione | Partite | Partite | Partite | Statistiche tiro | Statistiche tiro | Statistiche tiro | Altre statistiche | Altre statistiche | Altre statistiche | Altre statistiche | Altre statistiche |
| Stagione        | Squadra                | Competizione | Pres.   | Titol.  | Minuti  | Tiri da 2        | Tiri da 3        | Liberi           | Rimb.             | Assist            | Rubate            | Stopp.            | Punti             |
| --------------- | ---------------------- | ------------ | ------- | ------- | ------- | ---------------- | ---------------- | ---------------- | ----------------- | ----------------- | ----------------- | ----------------- | ----------------- |
| 1982-1983       | Cover Jeans Roseto     | Serie A2     | 0       | 0       | 0       | 0                | 0                | 0                | 0                 | 0                 | 0                 | 0                 | 0                 |
| 1988-1989       | Roseto Bk. Ball Club   | Serie B1     | 30      |         | 1074    |                  |                  |                  |                   |                   |                   |                   | 621               |
| 2002-2003       | Sanic Teramo           | Legadue      | 5       | 0       | 32      | 1/5              | 0/2              | 0                | 4                 | 0                 | 2                 | 0                 | 2                 |
| 2004-2005       | Navigo.it Teramo       | Serie A      | 4       | 0       | 14      | 1/2              | 0/3              | 2/2              | 3                 | 0                 | 0                 | 1                 | 4                 |
| 2006-2007       | Giplast Alba Adriatica | Serie C1     | 25      | 0       | 705     | 72/135           | 39/98            | 74/83            | 66                | 18                | 71                | 5                 | 335               |
| 2007-2008       | Giplast Alba Adriatica | Serie C1     | 30      | 26      | 839     | 76/140           | 38/106           | 80/95            | 107               | 24                | 48                | 4                 | 346               |
| 2008-2009       | Globo Giulianova       | Serie C1     | 28      | 17      | 861     | 72/147           | 19/75            | 58/68            | 91                | 17                | 51                | 5                 | 259               |
| Totale carriera |                        |              |         |         |         |                  |                  |                  |                   |                   |                   |                   |                   |